# 都農神社

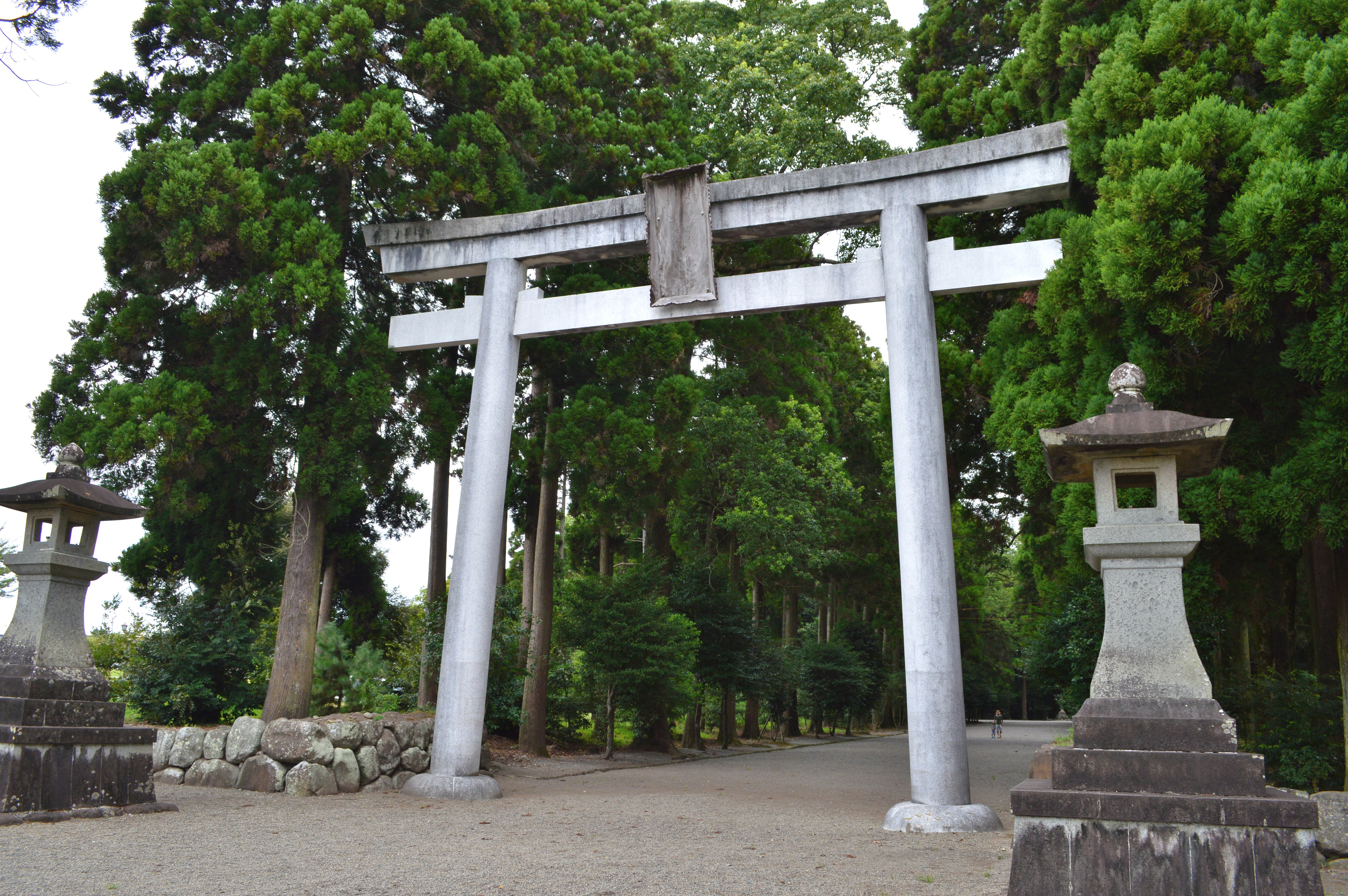
鳥居

都農神社（つのじんじゃ）は、宮崎県児湯郡都農町にある神社。式内社、日向国一宮。旧社格は国幣小社で、現在は神社本庁の別表神社。
明治以前は「宮崎社」「宮崎宮」とも称されていた。地元では「一の宮神社」とも呼ばれる。

## 祭神
- 大己貴命　（おおなむちのみこと）
大国主命（おおくにぬしのみこと）に同じ。古くからの都農町一帯の守り神であることから、土地の神として大己貴命を充てたものであるとされている。

なお、『塵袋』には「吐乃（つの）大明神」とあり、『塵添壒嚢鈔』はそれに追書して疱瘡の治療に霊験あらたかであると載せている。また田畑の虫害を除くとの信仰もあった。

## 歴史

### 創建
社伝によれば、神武天皇即位の6年前、天皇が東征に向かう際に鎮祭したことに始まるという。また神功皇后が三韓征伐に際して舟の守護神として「吐乃大明神」を勧請したとの『塵添壒嚢鈔』の記事を引用して、皇后が凱旋後に社殿を造営したのが初めであると伝えている。同じく『塵袋』には、神功皇后が三韓征伐から帰還した際に、「韜馬の峯」で弓を射たところ、黒い頭が土から見えたため、山で掘り起こした所、男女2人が現れたため、2人を神人として召し出したという。
都農町一帯には縄文時代以来の遺跡が分布するほか、円墳や前方後円墳など20基以上の古墳（都農古墳群）もあり、当社鎮座地付近からも土器・石器類が出土している。このように早くから人が居住していたことが知られ、守護神としての当社の歴史も太古の昔に遡るものとされる。

### 概史
承和4年（837年）に官社に列し、承和10年（843年）従五位下が授けられ（以上『続日本後紀』）、天安2年（858年）従四位上に昇叙された（『日本三代実録』）。『延喜式』神名帳では日向国児湯郡に「都農神社」と記載され、式内社に列している。当時は壮大な社殿と広大な境内を有する日向国第一の大社であったと伝えられている。その地位から都萬神社との政治的・宗教的対立を生じたともいうが、後述するように古文書類を焼失しているために詳細は明らかではない。
当社が「日向国一宮」として庶民はもちろん在地領主からも崇められたことは確かであり、天文18年（1549年）には伊東義祐によって社殿が造替されている。その後天正6年（1578年）、大友・島津両軍の争乱の際に、大友宗麟と島津義久の兵火に罹って社殿を始め、社宝、古文書類を悉く焼失してからは次第に衰退した。延宝3年（1675年）には「其後取立る人もなしとて、僅の小社となり御名さへ知らず、只明神とのみいへり」といった状態であった。
その後元禄5年（1692年）に高鍋藩主・秋月種政によって再興されるとともに、元禄14年（1701年）に社領20石が寄進されて以来、江戸時代を通じて歴代の高鍋藩主から崇敬された。享保12年（1727年）の秋月種弘による鳥居奉献、秋月種美による元文元年（1736年）の社殿造営と延享2年（1745年）の鳥居造営、安政6年（1859年）の同種殷による社殿造営が行われたほか、藩主による参拝や代参、奉幣もしばしば行われた。
明治4年（1871年）近代社格制度において国幣小社に列し、昭和9年（1934年）に「神武天皇御東遷2600年記念事業」として社域の拡大整備を行った。戦後は神社本庁に属すとともに、昭和23年（1948年）にその別表神社となり、平成19年（2007年）に本殿を再建した。

### 神階
- 承和4年（837年）8月、官社に列格 （『続日本後紀』） - 表記は「子都濃神」。
- 承和10年（843年）9月19日、無位から従五位下 （『続日本後紀』） - 表記は「都濃皇神」。
- 天安2年（858年）10月22日、従五位上から従四位上 （『日本三代実録』）

## 境内

本殿

本殿は一間社流造銅板葺で、千木・鰹木を置く。平成19年に再建されたもので、ほぼ旧本殿の造形を踏襲したものである。旧本殿は安政6年に河野喜之助の寄進により再建されたもので、現在は移築されて末社熊野神社の本殿となっている。
拝殿は本殿と同じく平成19年の再建。正面5間側面3間平入の入母屋造で、背面中央に奥行2間の切妻造妻入の幣殿を付ける。屋根は銅板葺で、正面に千鳥破風を架し、その下に縋破風で中央1間に軒唐破風を構えた3間の向拝を付加している。旧拝殿は移築され神楽殿として使用されている。
古くは一の鳥居が都農高校近くにあり（北緯32度15分06.90秒 東経131度33分43.93秒 / 北緯32.2519167度 東経131.5622028度）、その広さからは往時の威勢が見える。

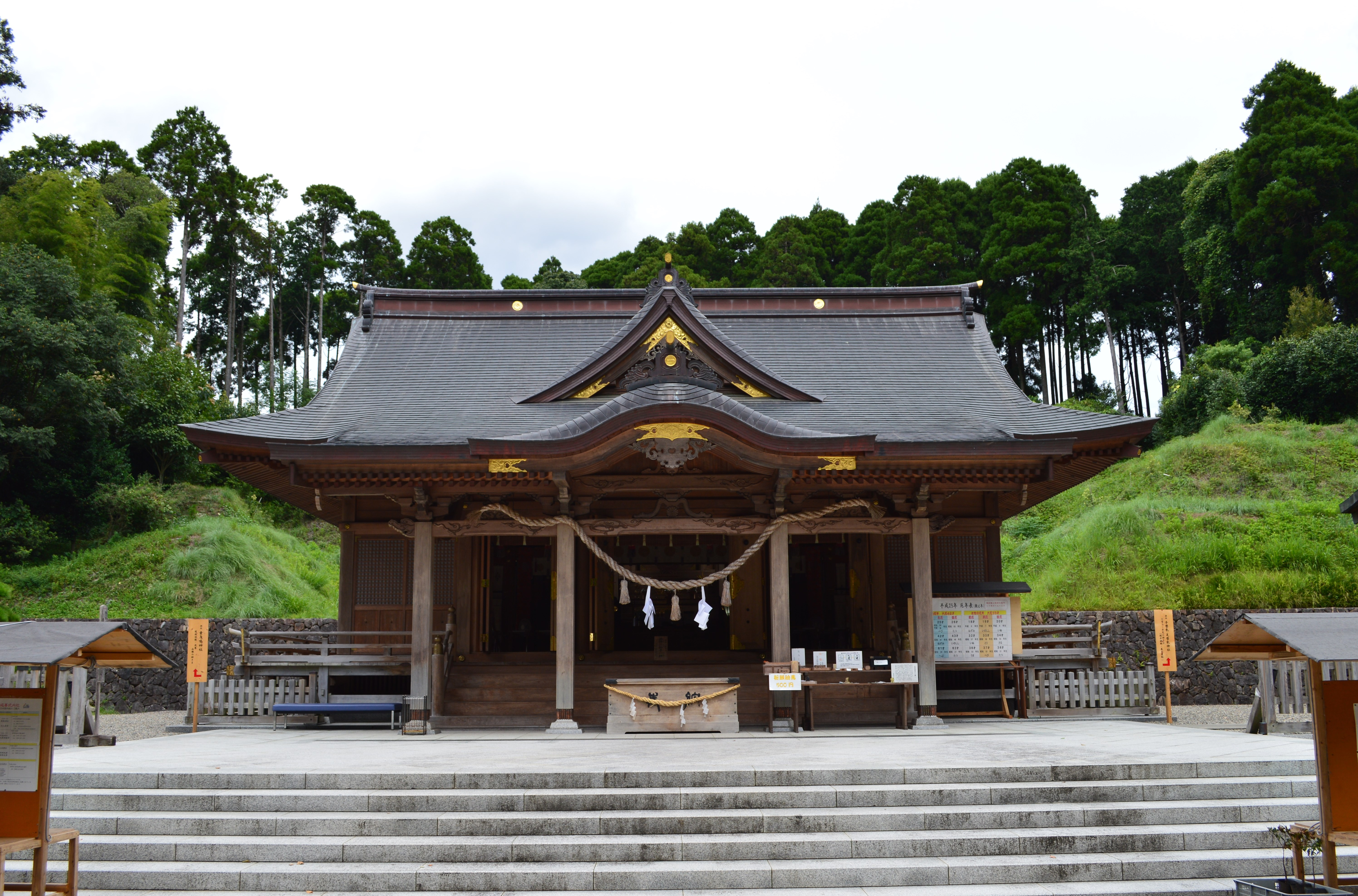
拝殿
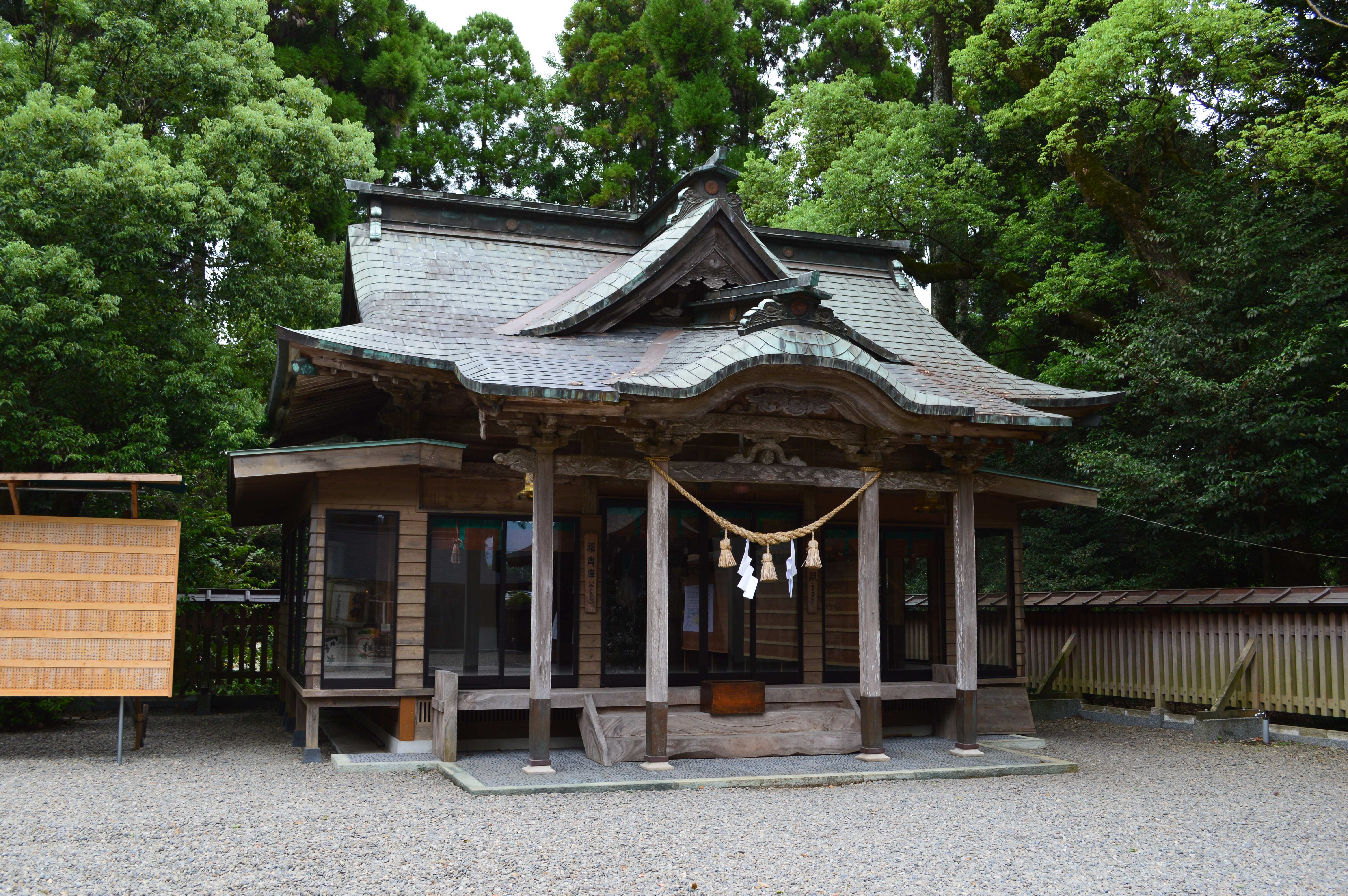
神楽殿 旧拝殿。
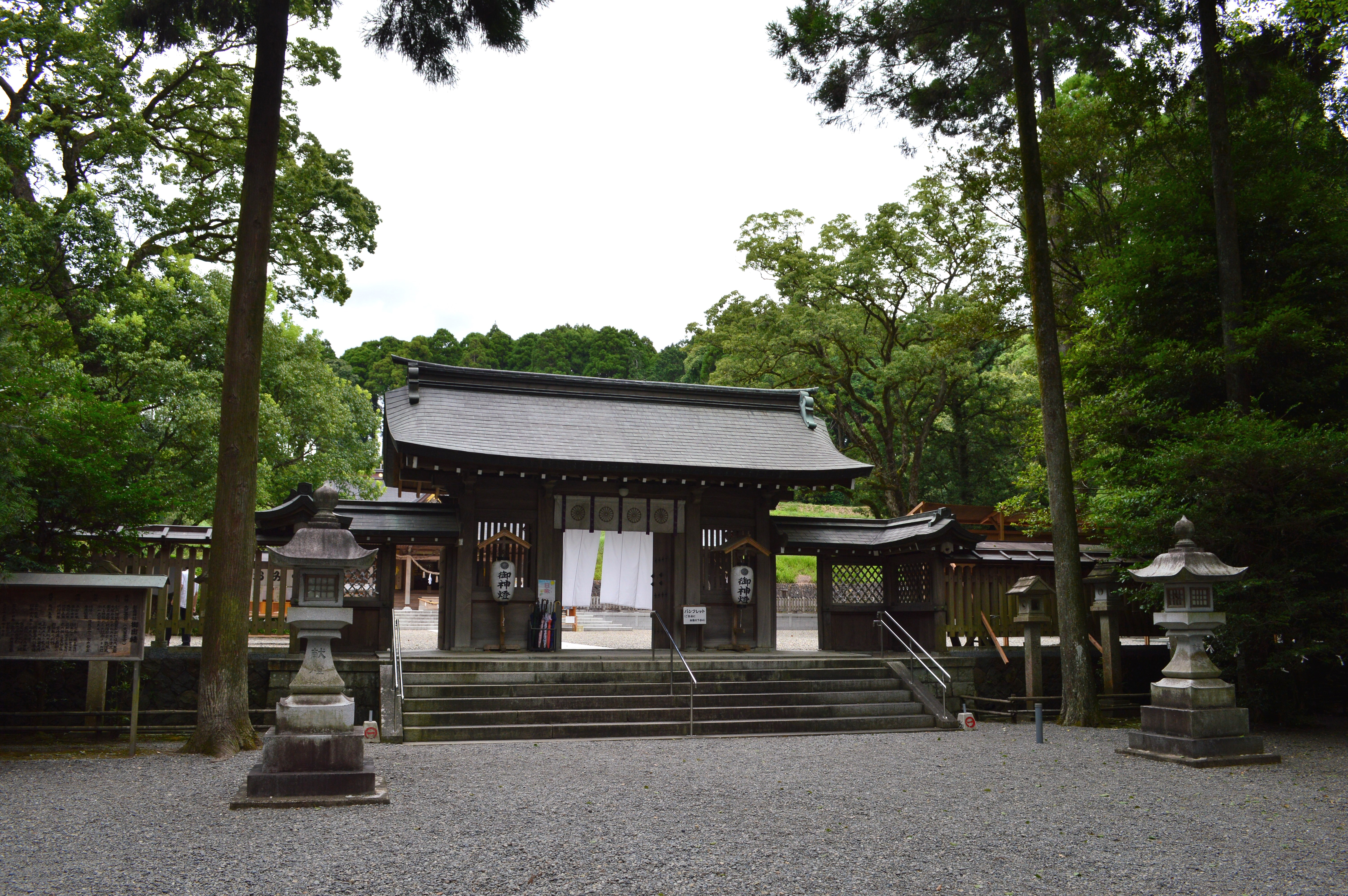
神門
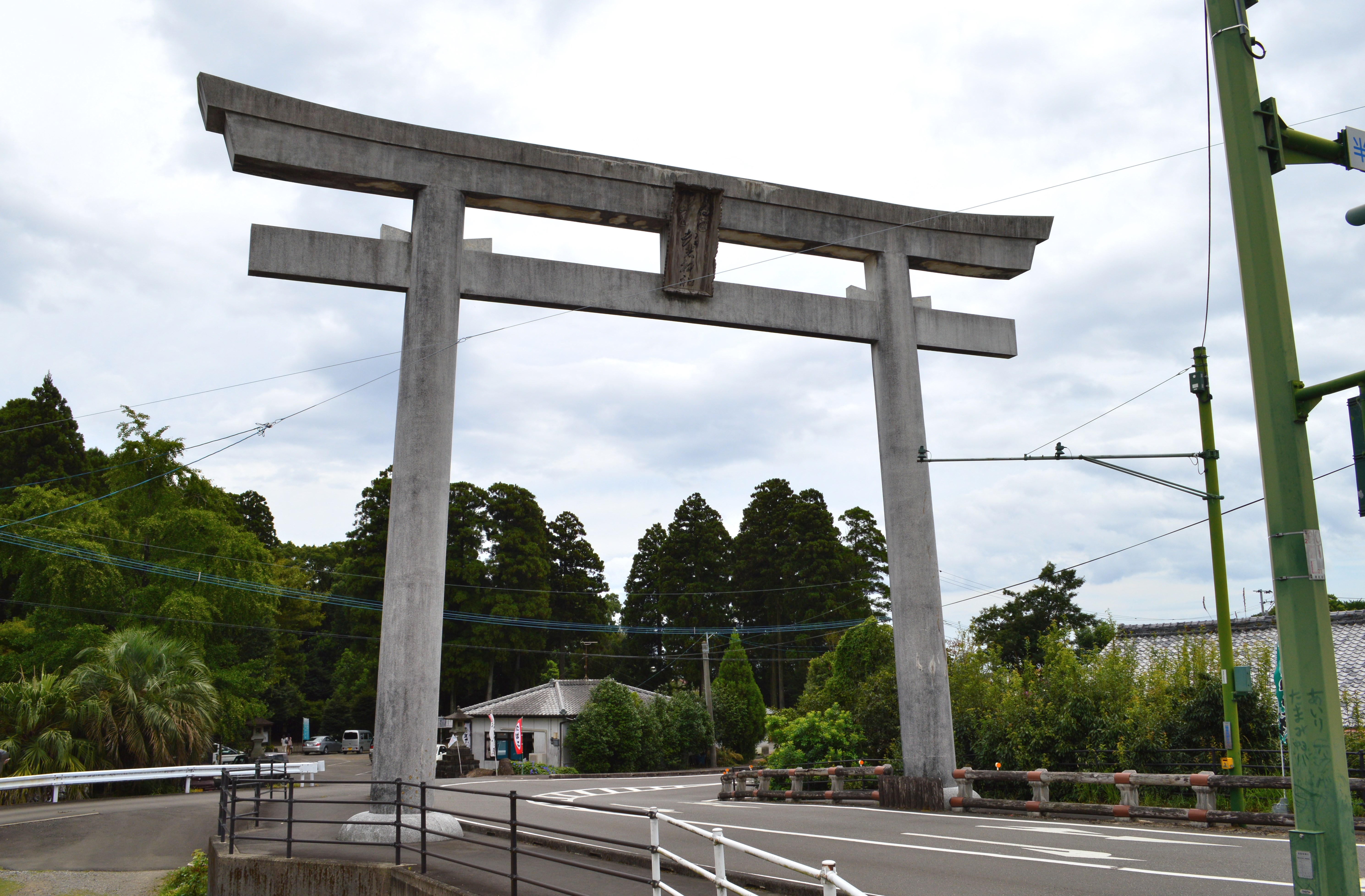
北口大鳥居

## 摂末社

### 奥宮

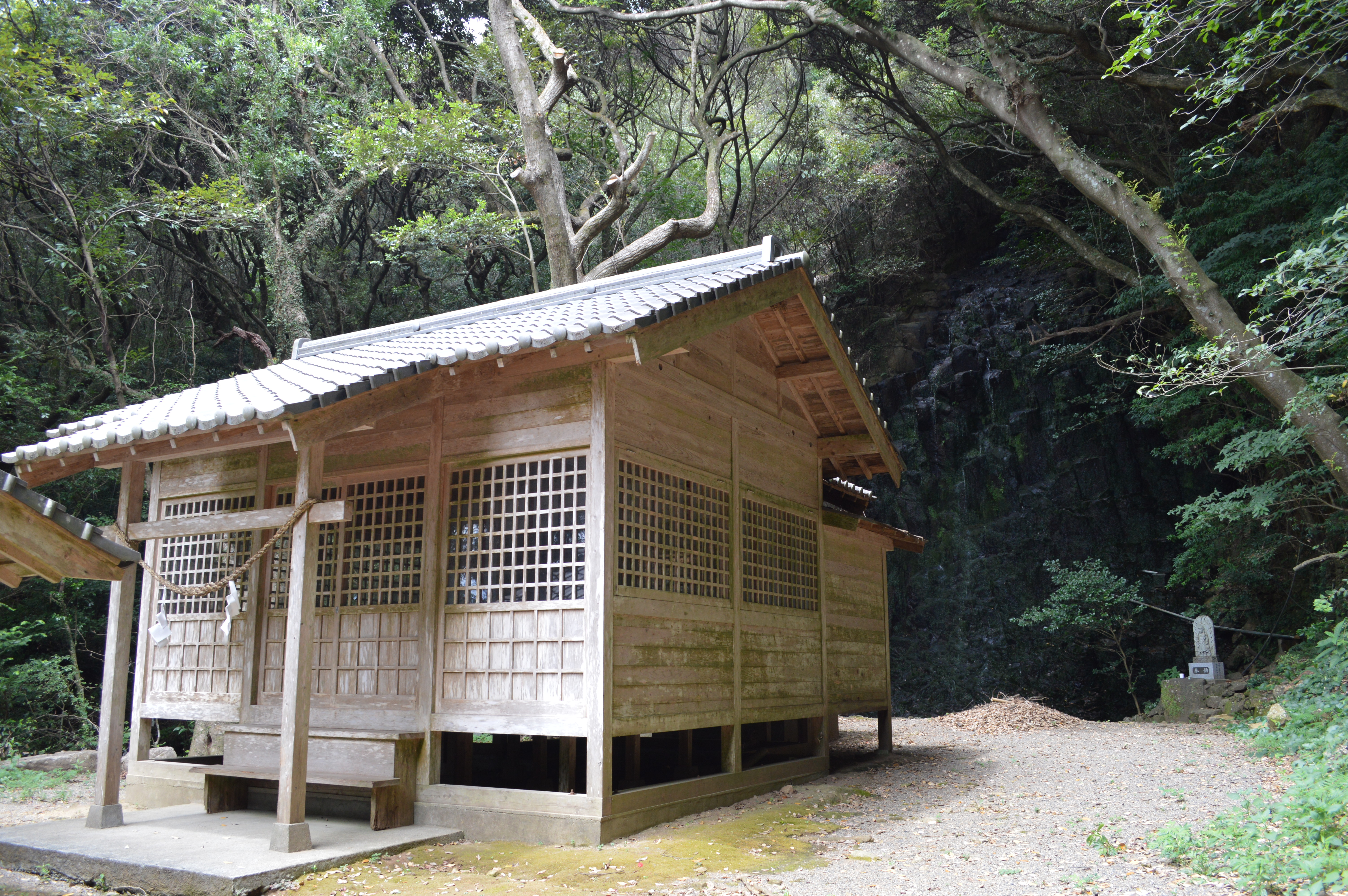
瀧神社
背後に不動滝。

- 瀧神社
  - 祭神：高龗命

当社の北東約1kmに鎮座する（北緯32度16分21.07秒 東経131度33分04.20秒 / 北緯32.2725194度 東経131.5511667度）。社殿背後を流れる「不動滝（ふどうのたき）」を祀っている。

### 摂社
- 素盞嗚神社
  - 祭神：素盞嗚命

本殿左手に鎮座する。
- 足摩乳神社、手摩乳神社
  - 祭神：足摩乳命（足摩乳神社）、手摩乳命（手摩乳神社）

本殿右手、2社が1宇に鎮座する。

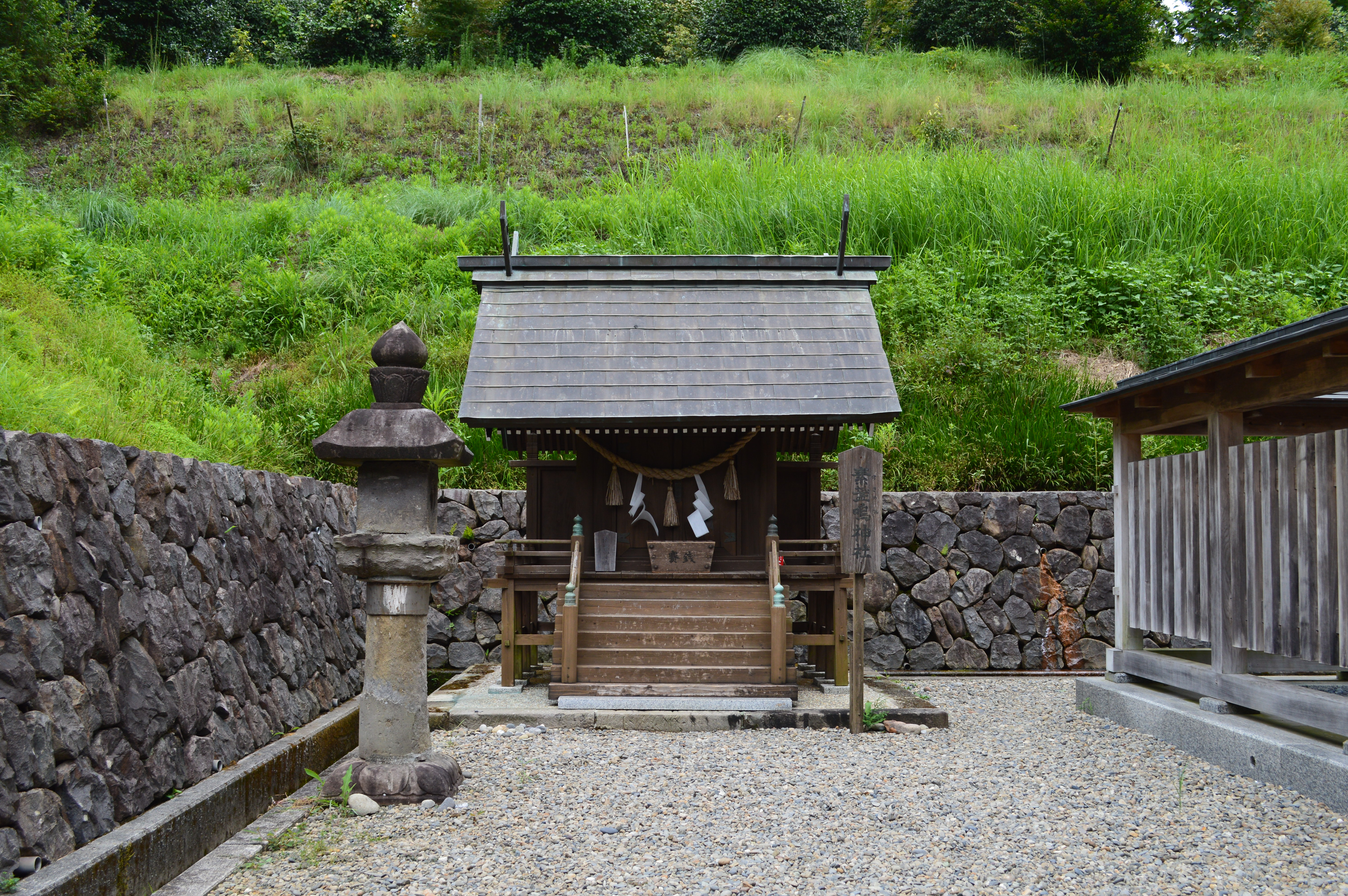
素盞嗚神社
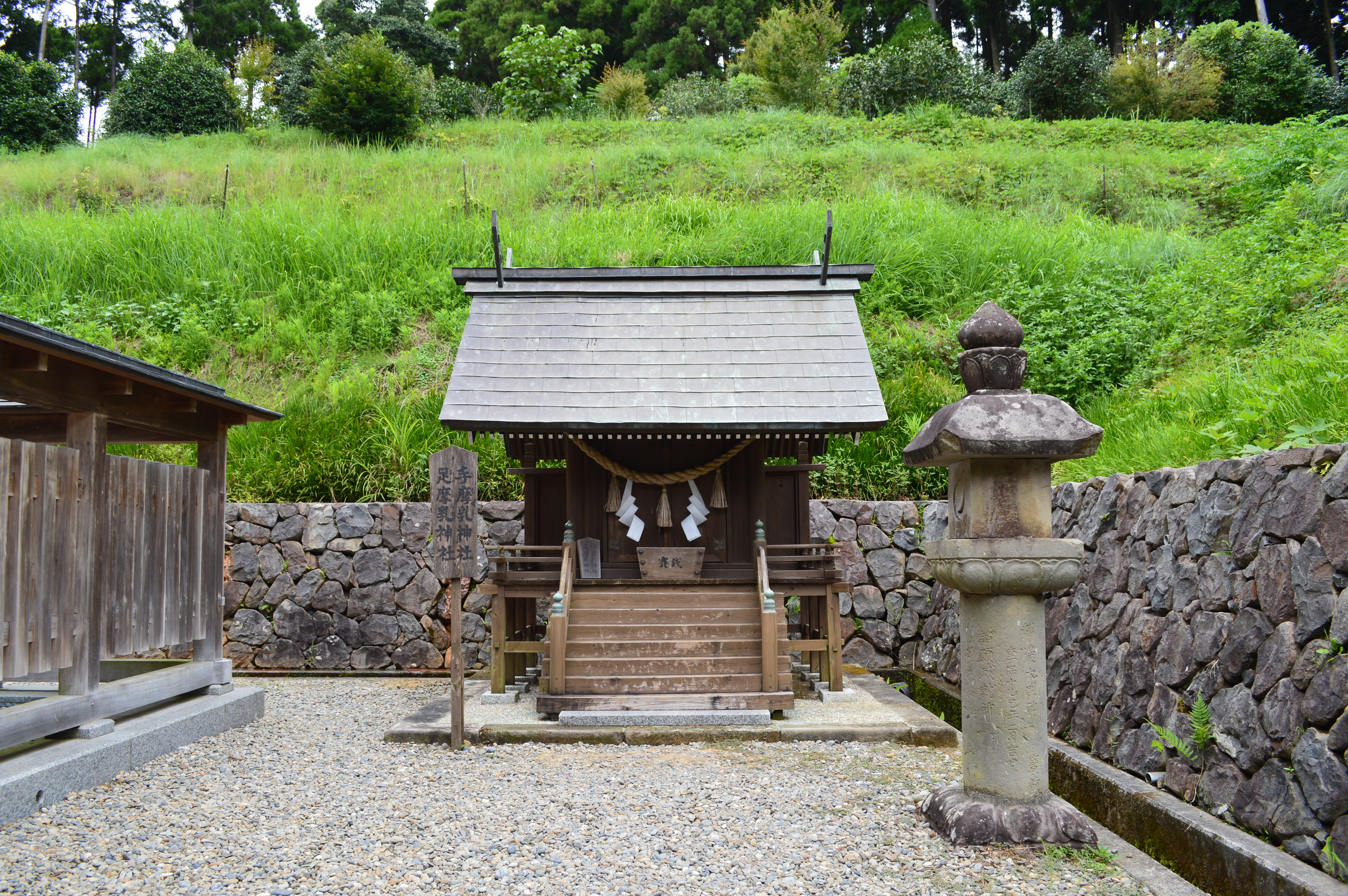
足摩乳神社・手摩乳神社

### 末社
- 稲荷神社 - 祭神：宇加之御魂命
- 愛宕神社 - 祭神：火産霊命
- 熊野神社 - 祭神：速玉男命、事解男命、菊理比売命。社殿は本社旧本殿。

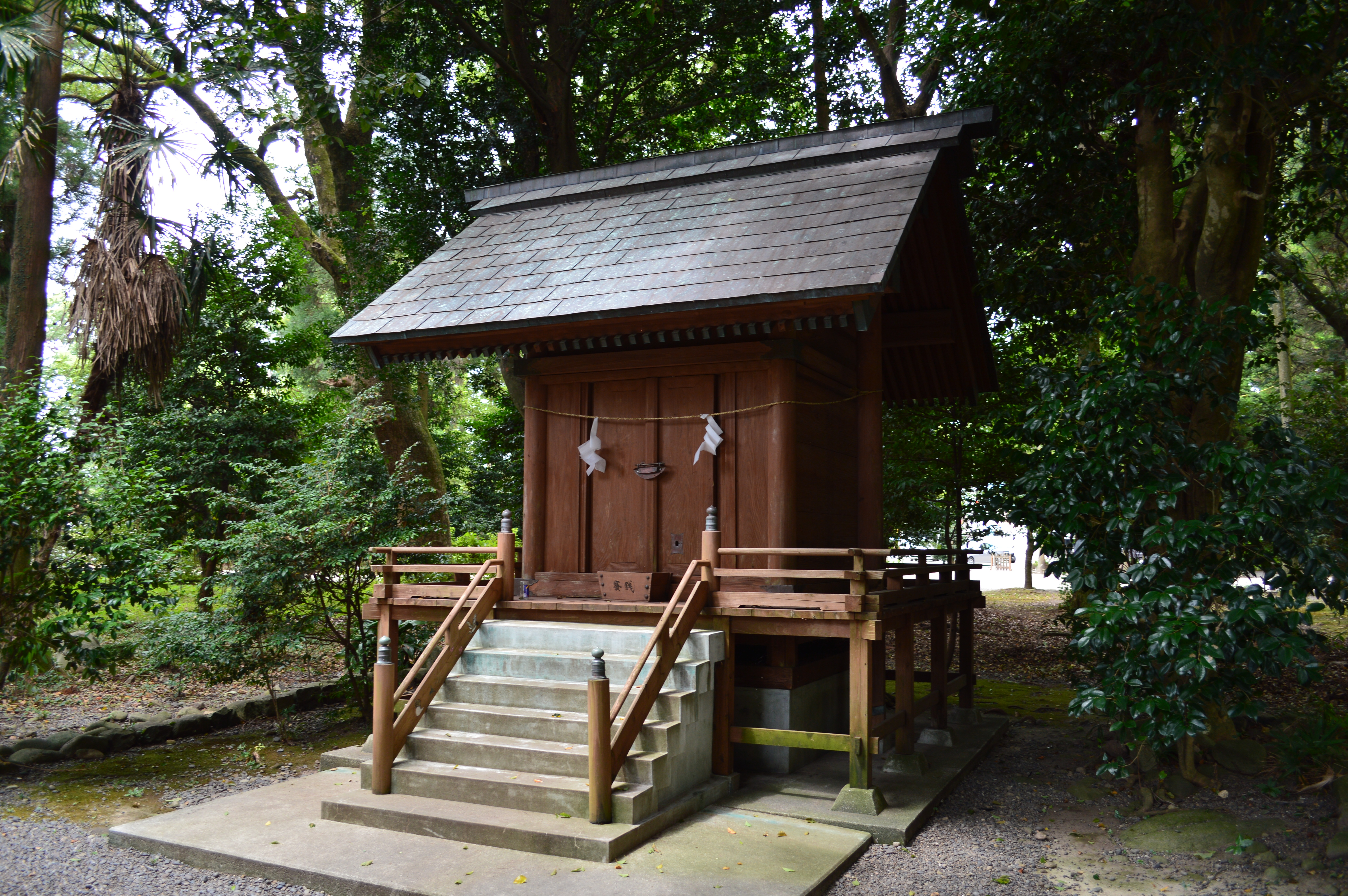
愛宕神社
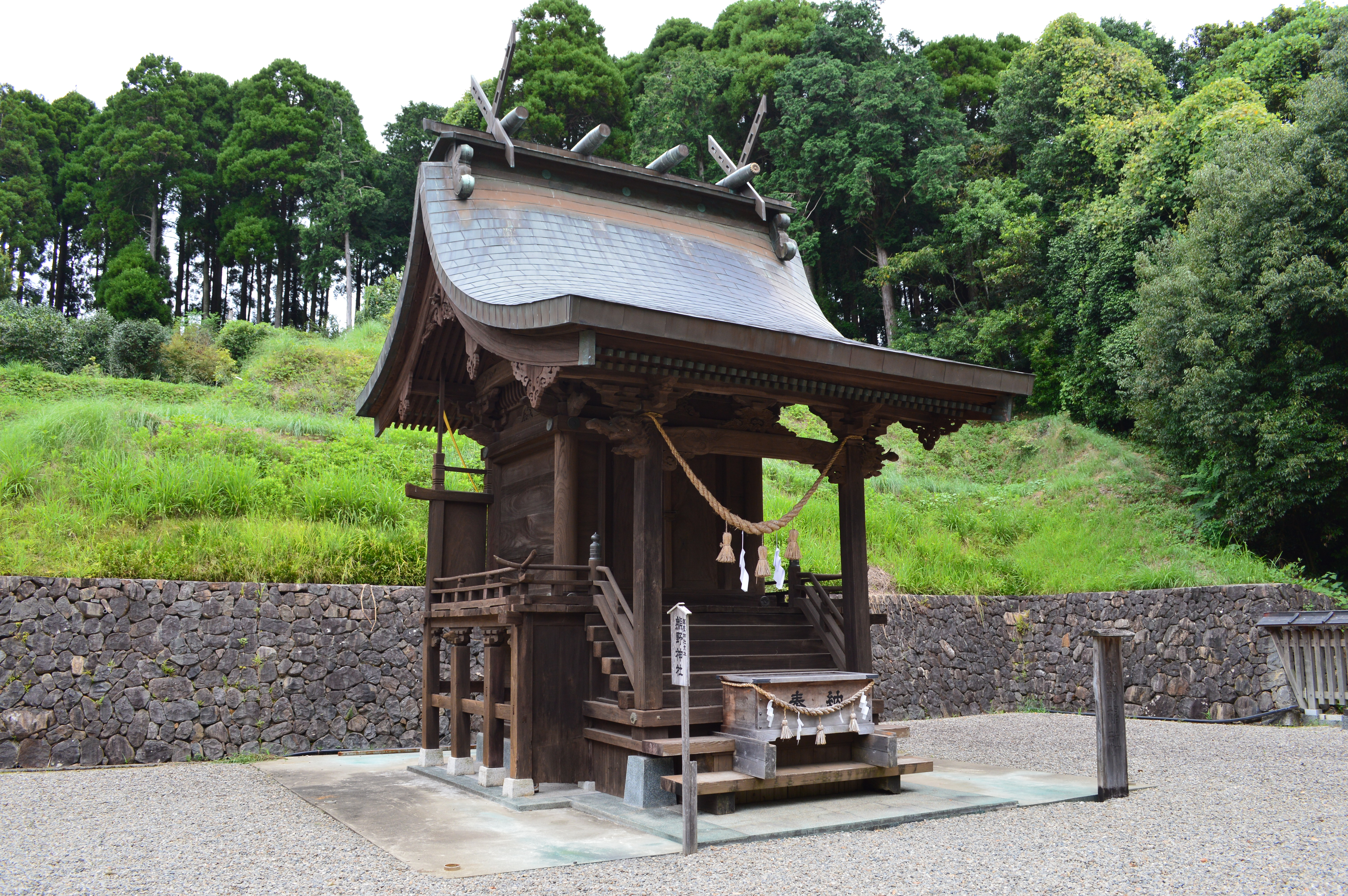
熊野神社 社殿は本社旧本殿。

## 祭事

### 主な祭事
- 夏祭 （8月1日-2日）
「御神幸祭」とも呼ばれ、神輿が都農町内を巡幸する。三韓征伐の時に神功皇后が当社祭神を守護神として舟に迎えたのに因むと伝え、一時中絶していた時期もあったが、天保3年（1832年）に再興された。
- 冬祭 （12月4日-5日）
夜を徹して神楽が奏され、5日に例大祭を斎行する。また、当日は乳の病に悩む婦人が杓子を奉納すると治癒するとされている。

## 文化財

### 都農町指定天然記念物

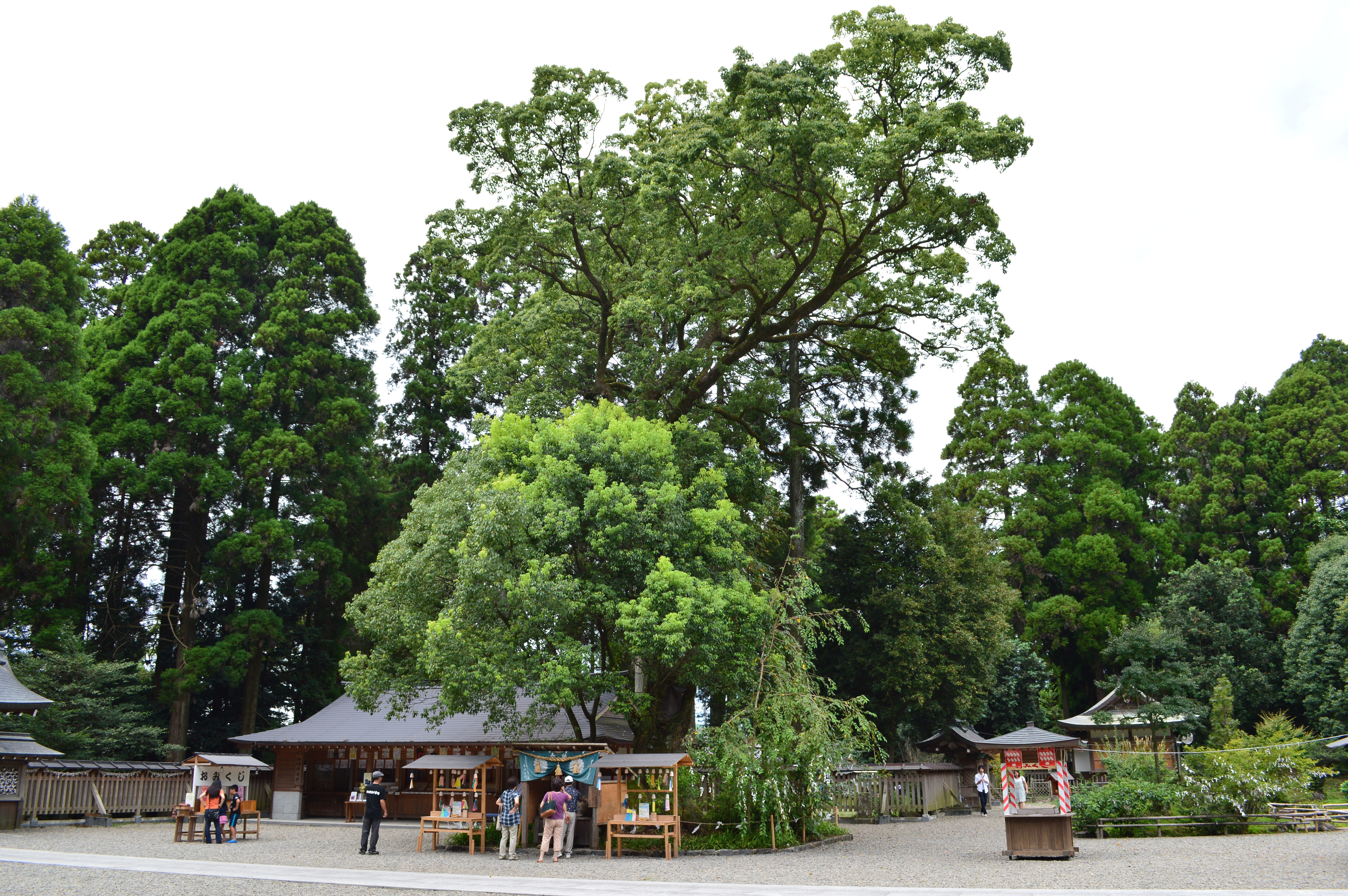
楠（町指定天然記念物）
御札授与所前に立つ。

- 都農神社の楠

### その他
- 面（木製） - 伝秦河勝奉納。
- 甲冑（紺糸威） - 秋月種樹奉納。

## 現地情報
所在地
- 宮崎県児湯郡都農町大字川北13294

交通アクセス
- 最寄駅：JR九州日豊本線 都農駅
  - 徒歩：約20分
  - 車：約5分

周辺
- 都農古墳群

## 関連図書
- 安津素彦・梅田義彦編集兼監修者『神道辞典』神社新報社、1968年、39頁
- 白井永二・土岐昌訓編集『神社辞典』東京堂出版、1979年、233-234頁